# Asteia ibizana
Asteia ibizana är en tvåvingeart som först beskrevs av Günther Enderlein 1935.  Asteia ibizana ingår i släktet Asteia och familjen smalvingeflugor. Inga underarter finns listade i Catalogue of Life.